# Liste de villes du Brunei
Cet article contient une liste des principales villes du Brunei, un micro-État, riche en pétrole, enclavé dans l’État malais de Sarawak, situé au Nord de l'île de Bornéo, en Asie du Sud-Est.

## Liste des principales villes
- Bandar Seri Begawan : 140 000 hab. (2011)
- Kuala Belait : 30 267 hab.
- Seria : 21 082 hab.
- Pekan Tutong : 17 500 hab.
- Muara :7 092 hab.
- Bangar : 3 889 hab.
- Sukang :125 hab.